# Méréville (Meurthe i Mozela)
Méréville – miejscowość i gmina we Francji, w regionie Grand Est, w departamencie Meurthe i Mozela.
Według danych na rok 1990 gminę zamieszkiwało 1289 osób, a gęstość zaludnienia wynosiła 153 osób/km² (wśród 2335 gmin Lotaryngii Méréville plasuje się na 304. miejscu pod względem liczby ludności, natomiast pod względem powierzchni na miejscu 715.).